# جیمز پومورین
جیمز پومورین (انگلیسی: James H. Pomerene; ۲۲ ژوئن ۱۹۲۰ – ۷ دسامبر ۲۰۰۸) مهندس برق و دانشمند رایانه اهل ایالات متحده آمریکا بود. وی همچنین برندهٔ جوایزی همچون مدال ادیسون انجمن مهندسان برق و الکترونیک شده است.

## زندگی‌نامه
پومرن در ۲۲ ژوئن ۱۹۲۰ در یانکرز، نیویورک به دنیا آمد. پدرش جوئل پومرن و مادرش السی باور بود. او در سال ۱۹۴۲ مدرک کارشناسی مهندسی برق را از دانشگاه نورث‌وسترن دریافت کرد. در سال ۱۹۴۵ با ادیت شوئن ازدواج کرد و صاحب سه فرزند شد.